# Attacus imperator
Attacus imperator är en fjärilsart som beskrevs av Kirby 1892. Attacus imperator ingår i släktet Attacus och familjen påfågelsspinnare. Inga underarter finns listade i Catalogue of Life.